# Peter Mesiarik
Peter Mesiarik (* 8. prosince 1963 Myjava, Československo) je bývalý československý házenkářský brankář.
S týmem Československa hrál na letních olympijských hrách v Soulu v roce 1988, kde tým skončil na 6. místě. Nastoupil ve všech 6 utkáních. Hrál i na letních olympijských hrách v Barceloně v roce 1992, kde tým skončil na 9. místě. Nastoupil ve všech 6 utkáních. V roce 1988 byl vyhlášen slovenským házenkářem roku. Na klubové úrovni hrál za Lokomotivu Trnava, ČH Bratislava, Topoľčany a v letech 1982–1984 během vojenské služby za Duklu Praha, se kterou v roce 1984 vyhrál Pohár mistrů evropských zemí.